# Cửu Long
Cửu Long is een voormalige provincie in het zuiden van Vietnam. De provincie werd opgericht door de Republiek Zuid-Vietnam in 1976. Dit gebeurde door twee provincies samen te voegen. Dit waren de provincies Vĩnh Long en Vĩnh Bình. In 1991 is de provincie weer gesplitst in Vĩnh Long en Trà Vinh, zoals we deze twee provincies nog steeds kennen.
De naam Cửu Long betekent letterlijk 9 draken. Het gebied Kowloon in Hongkong heeft dezelfde etymologie als Cửu Long. Cửu Long is de Vietnamese naam voor de Mekong-delta.